# Marbella, un golpe de cinco estrellas
Marbella, un golpe de cinco estrellas és una pel·lícula espanyola dirigida por Miguel Hermoso, de la que també n'és coguionista junt amb Mario Camus, i produïda per José Frade. Fou rodada a Marbella i protagonitzada per Rod Taylor i Britt Ekland. Tot i que la pel·lícula no era de gaire qualitat, va despertar gran expectació durant el seu rodatge, i Fernando Fernán Gómez fou candidat a un dels Fotogramas de Plata 1985.

## Argument
Marbella, a Andalusia, és un refugi de milionaris, estrelles de cinema, xeics i aventurers. El comandant W. P. Anderson s'hi trasllada a viure després de la seva expulsió de la marina mercant per la seva afició a la beguda. Una nit, mentre està pescant, rescata una dona bella, Deborah, que ha caigut al mar des de l'iot d'un milionari, Patrick.

## Repartiment
- Rod Taylor - Comandant
- Britt Ekland - Deborah
- Fernando Fernán Gómez - Germán
- Francisco Rabal - Juan
- Óscar Ladoire - Mario
- Emma Suárez - Miriam
- Sancho Gracia - Vargas
- José Guardiola - Patrick
- Miguel Rellán - Gustavo
- Conrado San Martín - Jutge